# John Robert Nicholson
John Robert Nicholson est un homme politique canadien qui sert comme lieutenant-gouverneur de la province de Colombie-Britannique entre 1968 et 1973.